# Bairdia complanata
Bairdia complanata är en kräftdjursart. Bairdia complanata ingår i släktet Bairdia och familjen Bairdiidae. Inga underarter finns listade.